# Open Gaz de France 1997
L'Open Gaz de France 1997 è stato un torneo di tennis giocato sul cemento indoor.
È stata la 5ª edizione dell'Open Gaz de France, che fa parte della categoria Tier II nell'ambito del WTA Tour 1997.
Si è giocato dal 10 al 16 febbraio 1997.

## Campionesse

### Singolare
Martina Hingis ha battuto in finale  Anke Huber con il punteggio di 6–3, 3–6, 6–3

### Doppio
Martina Hingis /  Jana Novotná hanno battuto in finale  Alexandra Fusai /  Rita Grande con il punteggio di 6–3, 6–0